# Baqyt Düissenbajew
Baqyt Düissenbajew (kasachisch Бақыт Амангелдіұлы Дүйсенбаев, russisch Бакыт Амангельдинович Дюсенбаев; * 8. März 1970 in Petropawl, Kasachische SSR) ist ein kasachischer Diplomat und seit Februar 2012 Botschafter Kasachstans in Spanien.

## Biografie
Düissenbajew absolvierte die Moskauer Lomonossow-Universität und die Diplomatische Akademie des russischen Außenministeriums. Danach war er zweiter und dann erster Sekretär der kasachischen Botschaft in Madrid. Anschließend fungierte er im Kasachischen Außenministerium als stellvertretender Direktor der Abteilung für Amerika und Europa.
Seit dem 23. Februar 2012 ist er Botschafter Kasachstans in Spanien sowie ständiger Vertreter Kasachstans bei der Welttourismusorganisation (UNWTO).